# Boulevard Maurice Lemonnier
Le boulevard Maurice Lemonnier (en néerlandais : Maurice Lemonnierlaan) est un boulevard central de la ville de Bruxelles entre la place Fontainas et la gare du Midi.

## Historique
Cette artère fut construite entre 1869 et 1871, dans le contexte du voûtement de la Senne. À l'origine, ce boulevard s'appelait boulevard du Hainaut. En 1918, le conseil communal de la ville ordonne de rebaptiser le nom en l'honneur de l'échevin et patriote Maurice Lemonnier, qui revient d'une longue captivité comme prisonnier en Allemagne.

## Bâtiments remarquables et lieux de mémoire
Le long du boulevard se trouvent :
- le palais du Midi ;
- la place Anneessens avec l'Institut Lucien Cooremans ;
- la rotonde Castellani, au no 10 (actuellement Garage du panorama).

## Voiries avoisinantes
- place Anneessens
- boulevard Anspach
- passage du Travail
- rue des Bogards
- rue de Tournai
- place Fontainas
- rue de la Fontaine
- rue de la Verdure
- rue Philippe de Champagne
- rue Vanderweyden
- rue des Foulons
- rue de Woeringen
- rue de Soignies
- boulevard du Midi

## Accès
Le boulevard est desservi par les stations de prémétro Anneessens et Lemonnier.